# トロカデロ駅
トロカデロ駅（トロカデロえき、Trocadéro）は、フランス・パリ16区にあるパリメトロの駅。
トロカデロ広場（スペイン立憲革命中のトロカデロの戦いにちなむ命名）の地下にある。

## 利用可能な鉄道路線
- パリメトロ
  - 6号線
  - 9号線

## 駅周辺
- シャイヨ宮
  - 人類博物館
  - 国立海洋博物館
  - 国立フランス文化財博物館
  - シャイヨ国立劇場
- トロカデロ庭園
- パリ水族館
- パッシー墓地
- エッフェル塔 - セーヌ川の対岸にある

## 歴史
- 1900年10月2日、1号線エトワール駅（現在のシャルル・ド・ゴール＝エトワール駅） - トロカデロ駅間延伸に伴い、開業。同区間は1903年に2号南線となり、1907年に5号線、1942年に6号線に編入されて現在に至る。
- 1922年11月8日、9号線エグゼルマン駅 - トロカデロ駅間開通に伴い、9号線の乗り入れ開始。

## 隣の駅
パリメトロ
6号線
ボワシエール駅（Boissière） - トロカデロ駅 - パッシー駅（Passy）
9号線
リュ・ド・ラ・ポンプ駅（Rue de la Pompe） - トロカデロ駅 - イエナ駅（Iéna）